# Ballencrieff (East Lothian)
Ballencrieff est un village dans l’East Lothian, en Écosse.